# Tanyptera gracilis
Tanyptera gracilis är en tvåvingeart som först beskrevs av Josef Aloizievitsch Portschinsky 1873.  Tanyptera gracilis ingår i släktet Tanyptera och familjen storharkrankar. Inga underarter finns listade i Catalogue of Life.